# عقلانیت (جامعه‌شناسی)
به عقیده وبر عَقلانی شدن یا عُقلایی شدن فرایندی است که طی آن ذهن انسان سنتی دستخوش تغییر می‌شود. انسان سنتی انسانی است علت و معلول پدیده‌های دنیوی را اصولاً در تجربه جستجو نمی‌کند بلکه آن‌ها را به عوامل فوق طبیعی نسبت می‌دهد و به همین نسبت در سایر حوزه‌های زندگی هم به افسانه‌ها، تخیل‌ها و... معتقد است. در حوزهٔ سیاسی عقلانی‌شدن به معنی جای‌گزین شدن منابع مشروعیتی این‌جهانی به جای منابع سنتی، مانند عوامل فوق طبیعی، مذهبی و غیره، است. 
در حوزه اداری عقلانی‌شدن به معنی حاکم‌شدن معیارهایی همچون شایسته‌سالاری و تخصص‌گرایی به جای روابط خانوادگی و قبیله‌ای است که در حکومت‌های پیشامدرن رایج بوده‌اند. در حوزه اقتصادی عقلانی شدن به معنی استفاده از ابزارهای کارآمد برای بیشینه‌سازی سود حاصل از فعالیت اقتصادی، بدون اعتنا به متون و احکام مقدس از هر نوع، می‌باشد. 

## اهداف بیشتر عقلانی‌سازی

### بدن انسان
یک گرایش عقلانی به سمت افزایش کارایی و بازده بدن انسان است. برای رسیدن به این هدف می توان از روش های مختلفی استفاده کرد، از جمله گرایش به ورزش منظم، رژیم غذایی، افزایش بهداشت، دارو، و تأکید بر تغذیه بهینه. و همچنین افزایش طول عمر، بدنه‌های قوی‌تر، لاغرتر و بهینه‌تر برای انجام سریع وظایف را ممکن می‌سازد.  جنبه دیگر این امر حفظ سطح معینی از جذب فیزیکی است. فرآیندهایی مانند شانه کردن مو، استفاده از یک عطر، داشتن پیش مو مناسب، و پوشیدن لباس مورد استفاده محاسبه، استفاده از دادن از یک برداشت خاص برای افراد دیگر. در این موارد، می‌بینیم که چگونه عقلانی‌سازی معنا تولید می‌کند و صرفاً راهی برای سرعت بخشیدن به کارها نیست، یعنی گفته می‌شود که یک فرد چاق کنترل و نظم و انضباط ضعیفی دارد و بنابراین اکنون می‌توانید درباره آنها قضاوت شخصی کنید.
روند دیگر در دیوان‌سالاری فرآیندهایی است که قبلاً ممکن بود از طریق خانه انجام می شد. این شامل استفاده از بیمارستان‌ها برای زایمان و استفاده از پزشک‌ها برای شناسایی علایم یک بیماری و تجویز درمان است.

### تحصیلات
اصول کلیدی عقلانی‌سازی (کارایی، محاسبه‌پذیری، پیش‌بینی‌پذیری و کنترل) به وضوح در سراسر هر نظام آموزشی به ویژه در آمریکای شمالی دیده می‌شود. در طول تاریخ تغییری در فرآیند یادگیری طبیعی و نحوه آموزش دانش‌آموزان وجود داشته است. آموزش عقلانی تمایل کمتری به موضوعات مبتنی بر استفاده از گفتمان انتقادی دارد (به عنوان مثال، مذهب) و بیشتر بر موضوعاتی با اهمیت محاسبه شده (مانند مدیریت کسب و کار). این همچنین در حرکت به سمت تست استاندارد و چندگزینه‌ای منعکس می‌شود که دانش‌آموزان را بر اساس پاسخ‌های شماره‌گذاری شده و بر اساس یک استاندارد یکسان اندازه‌گیری می‌کند.